# Contea di Midland (Michigan)
La contea di Midland, in inglese Midland County, è una contea dello Stato del Michigan, negli Stati Uniti. La popolazione al censimento del 2000 era di abitanti. Il capoluogo di contea è Midland.